# Буршайд
Буршайд (нем. Burscheid) — город в Германии, в земле Северный Рейн-Вестфалия.
Подчинён административному округу Кёльн. Входит в состав района Рейниш-Бергиш.  Население составляет 18 603 человека (на 31 декабря 2010 года). Занимает площадь 27,38 км². Официальный код  —  05 3 78 008.
Город подразделяется на 89 городских районов.